# Palais Garzoni
Le palais Garzoni est un palais de Venise le long du Grand Canal à l'embouchure du rio éponyme, dans le sestiere de San Marco (N.A.3417).

## Historique
Les Garzoni, provenant de Bologne, s'établirent à Venise en 1289, où ils obtinrent la noblesse vénitienne en 1381.  Ils habitèrent à l'origine le secteur de San Polo, et achetèrent cet immeuble au XVIIe siècle. 
Parmi les Garzoni qui y habitèrent, mentionnons Pietro, historien de la République, qui possédait une riche bibliothèque, et Girolamo, son frère, mort héroïquement en 1688 pendant la défense de Negroponte du siège turc.

## Description
Grand immeuble de style gothique, construit vers le milieu du XVe siècle, qui a subi de nombreux et lourds remaniements. La perspective sur le canal est très suggestive, avec un grand portail d'eau Renaissance, fermé par un arc en plein cintre avec des protomés en clé d'arc, deux quadrifore élégants entre les couples de monofores, avec balcon continu sur les deux étages nobles. À noter au premier étage, les belles colonnes de marbre rouge alternant avec le blanc de la pierre d'Istrie. 
Au dernier étage, au centre, on note la seule caractéristique de nouveauté dans la façade ordonnée et régulière :  les deux amorini soutenant un bouclier, complètement ciselé.